# Килер (лунный кратер)
Кратер Килер (лат. Keeler), не путать с кратером Килер на Марсе, — огромный ударный кратер в экваториальной области обратной стороны Луны. Название присвоено в честь американского астронома Джеймса Килера (1857—1900) и утверждено Международным астрономическим союзом в 1970 г. Образование кратера относится к раннеимбрийскому периоду.

## Описание кратера
Ближайшими соседями кратера Килер являются кратер Вентрис на северо-западе; кратер Страттон на северо-востоке; кратер Хевисайд примыкающий к кратеру Килер на востоке; кратер Цвикки на юго-востоке и кратер Гейгер на юго-западе. Селенографические координаты центра кратера 9°47′ ю. ш. 161°47′ в. д. / 9,78° ю. ш. 161,78° в. д., диаметр 158,1 км, глубина 3 км.
Кратер Килер имеет полигональную форму с небольшим выступом в северной части, умеренно разрушен. Вал несколько сглажен, спрямлен в восточной части в месте соединения с кратером Хевисайд. Часть внутреннего склона имеет террасовидную структуру, особенно в южной части. Высота вала над окружающей местностью около 1790 м. Дно чаши сравнительно ровное, южная часть чаши более пересеченная. В восточной части чаши располагается кратер Планте. От центрального пика в западном-юго-западном направлении тянется небольшой хребет. Состав центрального пика – анортозит и анортозитовый троктолит. Северная часть чаши отмечена множеством небольших кратеров.
Замеры с помощью электронного рефлектометра установленного на борту американской автоматической межпланетной станции Lunar Prospector показали снижение магнитного поля в кратере Килер. Область низкого магнитного поля находится в центре кратера, пониженное значение сохраняется в районе диаметром приблизительно в полтора диамера кратера. Причиной этого явления, обнаруженного и в некоторых других лунных кратерах, считается шоковая демагнетизация.

## Сателлитные кратеры
| Килер | Координаты                                              | Диаметр, км |
| ----- | ------------------------------------------------------- | ----------- |
| L     | 13°04′ ю. ш. 163°13′ в. д. / 13,06° ю. ш. 163,21° в. д. | 65,7        |
| S     | 11°13′ ю. ш. 157°59′ в. д. / 11,21° ю. ш. 157,98° в. д. | 29,7        |
| U     | 8°59′ ю. ш. 156°55′ в. д. / 8,98° ю. ш. 156,91° в. д.   | 29,9        |
| V     | 8°46′ ю. ш. 158°13′ в. д. / 8,77° ю. ш. 158,21° в. д.   | 58          |

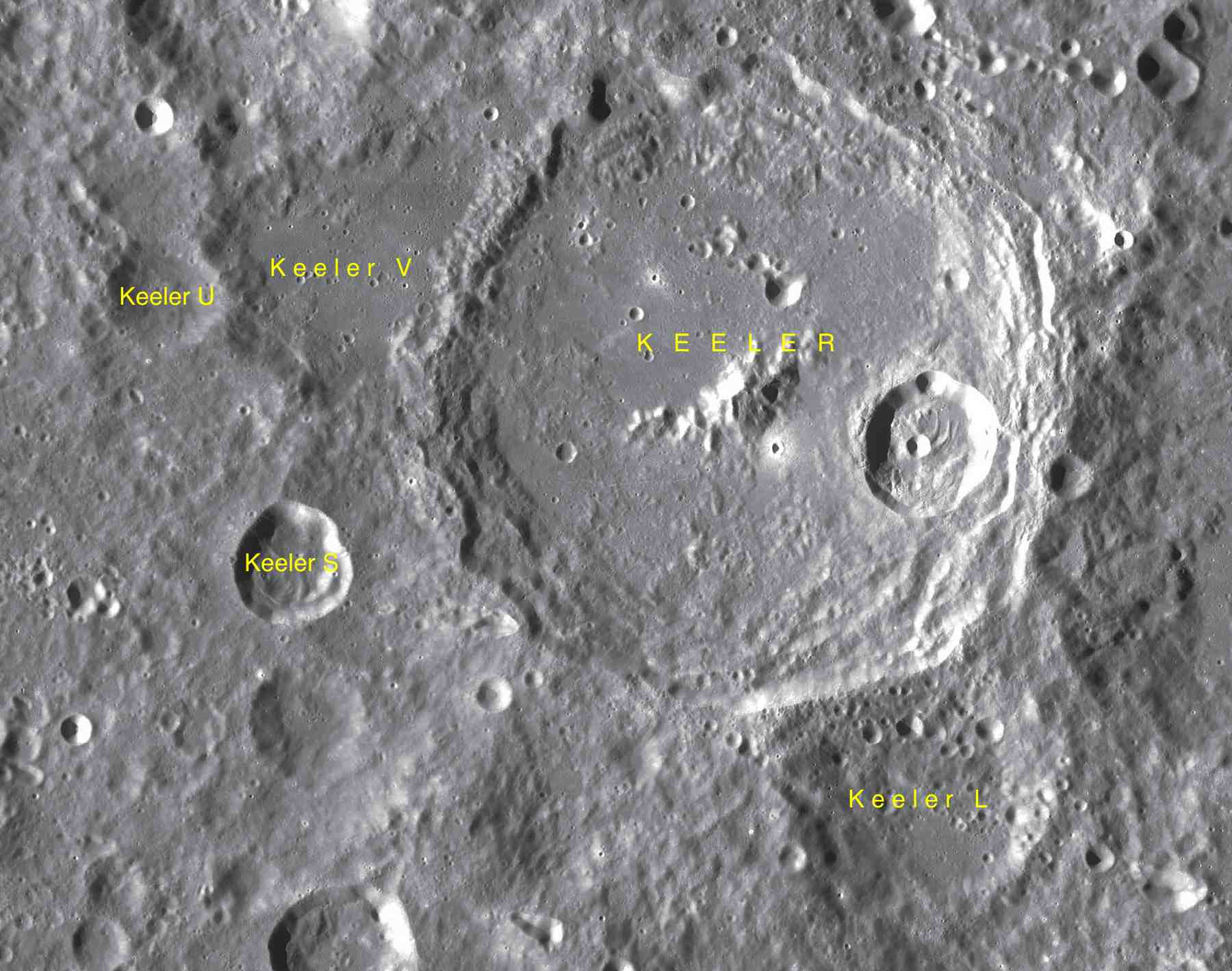
Фрагмент карты LAC-85.

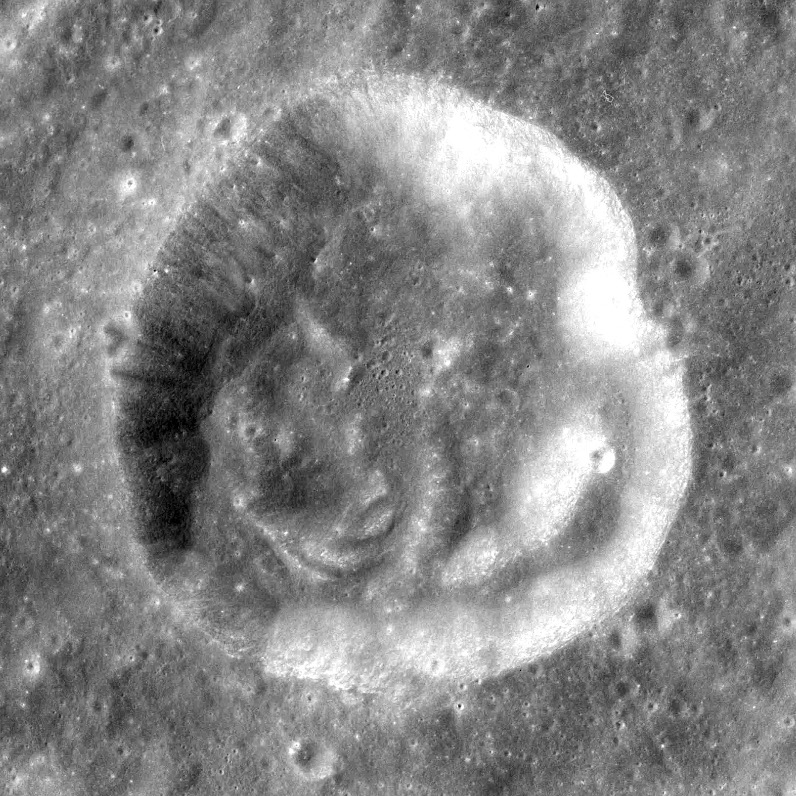
Сателлитный кратер Килер S. Снимок с борта Аполлона-8.

- Образование сателлитного кратера Килер L относится к донектарскому периоду[1].
- Образование сателлитного кратера Килер S относится к эратосфенскому периоду[1].

## См.также
- Список кратеров на Луне
- Лунный кратер
- Морфологический каталог кратеров Луны
- Планетная номенклатура
- Селенография
- Минералогия Луны
- Геология Луны
- Поздняя тяжёлая бомбардировка